# John Zacharias
John Leon Zacharias, född 17 augusti 1917 i Stockholm, död 26 juni 1998 i Stockholm, var en svensk skådespelare, regissör och teaterchef. 

## Biografi
Zacharias studerade vid Gösta Terserus teaterskola 1936–38, var regielev på Dramaten 1938–40, debuterade som teaterregissör på Nya teatern 1942 och engagerades som chef för Helsingborgs stadsteater 1950. 
Han var under flera år verksam som regissör på olika teatrar  i Stockholm, som Boulevardteatern på Ringvägen 125 där han 1947 satte upp Jean Anouilhs Tjuvarnas bal med regissörskollegan Börje Mellvig i huvudrollen omgiven av bland andra Arne Källerud och Astrid Söderbaum. 

### Teaterchef i 28 år
1953 bytte han och Johan Falck chefsposter med varandra och medan Falck tog över i Hälsingborg kom Zacharias till Norrköping-Linköping stadsteater och var chef där till 1978. John Zacharias började sitt chefskap med Brechts Tolvskillingsoperan med Georg Rydeberg som Mackie Kniven och Ibsens Vildanden med Ulf Palme som Hjalmar Ekdahl, två starka gäster. Han kom att steg för steg bygga upp ensemblen så att skådespelarna stannade fem-sex år I taget och kompletterade med återkommande gäster som Semmy Friedmann, Linnea Hillberg och Olof Thunberg.  
Från mitten av 1950-talet en bit in på 1960-talet hade teatern en högklassig ensemble: Bertil Norström, Margreth Weivers, Marianne Stjernqvist, Kåre Sigurdson, Hanna Landing, Ulla Akselson, Carl-Åke Eriksson, Göte Fyhring, Emy Storm, Kerstin Rabe, Öllegård Wellton, Erik Hell och en tid Sven Wollter, men runt 1962–63 hade alla utom Norström och Weivers lämnat teatern. I början på 1960-talet kom Dan Sjögren, Åke Lundqvist och Ebon Sorin.
Hans första decennium som chef kännetecknades av en i ganska konventionell repertoar med ett och annat ovanligt inslag. Hans styrka låg i att skapa en bra ensemble sä pjäerna kunde rollbesättas med rätt skådespelare. Vid enstaka tillfällen var han först i landet med någon pjäs. Francoise Sagans Luftslott i Sverige som 1960 hade sverigepremiär i Norrköping. I slutet på 1960-talet så hade teatern några uppmärksammade konstmärliga framgångar: som med Ernst Günthers uppsättning av Arnold Weskers Köket som gästspelade på Dramaten. Teatern hade också framgångar med musikaluppsättningar som Spelman på taket 1968 och den första svenska uppsättningen av Cabaret våren 1969 med Olle Johansson som Konferencieren och Ruth Kasdan som Sally Bowles. Ulf Qvarsebo gjorde Cliff Bradshaw, Margreth Weivers Fräulein Schneider och Bertil Norström herr Schulz. Han gav på så sätt han Stadsteatern ett mycket aktat namn i denna genre  
När John Zacharias lämnade chefskapet 1978 var han med tjugofem år på sin post den stadsteaterchef som har suttit längst. Hans Ullberg satt lika länge på Riksteatern, men de har delvis en annan typ av organisation. Teaterkungen Albert Ranft var teaterchef från 1890–1925 och Per Gerhard var chef för Vasan 1952–1984. Men de var privatteaterchefer som drev sina egna teatrar.

### Skådespelare
Från 1978 var Zacharias återigen verksam som skådespelare först vid Stockholms stadsteater. där han på hösten spelade Professor Klein i Dr. Semmelweis, Han gjorde godsägare Petrin i Otomar Krejas iscensättning av Tjechovs Platonov hösten 1979. 
När Agneta Prytz gjorde Farmor i Farmor och vår herre på Malmö stadsteater 1981 medverkade Zacharias. Han återvände till Stockholms stadsteater 1983 när Krejca var tillbaka för att sätt upp Tre systrar. Då gjorde han Ferapont medan Anita Ekström, Agneta Ekmanner och Lilian Johansson var systrarna. 
1986 kom han till Dramaten 46 år efter att han lämnade teatern och det var på de allra flesta sätt en annan teater. Kuriöst fanns det några skådespelare på teatern som spelade med John Zacharias säsongen 1939–40: Dora Söderberg, Frank Sundström. Hans Strååt och Gerd Hagman. Birgitta Valberg var fortfarande kvar i ensemblen liksom Sven Lindberg, men de spelade inte med Zacharias då. Sif Ruud var där tidigare, men inte den säsongen.   
Han regisserade i november 1986 Sylvia Plaths Breven hem med Barbro Hiort af Ornäs, Anna von Rosen och sig själv och hösten 1987 var han med i Hans Alfredsons En liten ö i havet med Lena Nyman, Sven Lindberg, Sif Ruud och Harriet Andersson.

### Övrigt
Zacharias var bror till advokat Richard M. Zacharias samt kusin till socionomen och författaren Gun Zacharias som en tid var gift med skådespelaren Arne Ragneborn och mor till Ann Zacharias.

## Priser och utmärkelser
- 1993 – Litteris et Artibus

## Filmografi roller (urval)
- 1944 – Hets
- 1946 – Eviga länkar
- 1947 – Jag älskar dig, Karlsson!
- 1947 – Här kommer vi
- 1949 – Gatan
- 1949 – Människors rike
- 1964 – Svenska bilder
- 1973 – Makt på spel (TV-serie)
- 1974 – Kvarteret Oron (TV-serie)
- 1978 – Forskaren (TV-serie)
- 1981 – Drottning Kristina (TV-pjäs)
- 1982 – Skulden (TV-serie)
- 1985 – En ros av kött (TV-film)
- 1985 – Mask of Murder
- 1986 – Amorosa
- 1985 – Nya Dagbladet (TV-serie)
- 1986 – Kunglig toilette (TV-film)
- 1986 – Gösta Berlings saga (TV-serie)
- 1986 – Prästkappan (TV-serie)
- 1989 – Varuhuset (TV-serie)
- 1991 – Riktiga män bär alltid slips
- 1991 – Tre kärlekar (TV-serie)
- 1991 – Facklorna (TV-serie)
- 1994 – År av drömmar (TV-serie)

## Regi (urval)
- 1947 – Jag älskar dig, Karlsson!
- 1947 – Här kommer vi
- 1953 – Käcka krabater

## Teater

### Roller
| År   | Roll                    | Produktion                                                        | Regi                 | Teater                           |
| ---- | ----------------------- | ----------------------------------------------------------------- | -------------------- | -------------------------------- |
| 1940 | Donald                  | Koppla av Moss Hart                                               | Carlo Keil-Möller    | Dramaten                         |
| 1940 | Kenneth Lake            | Diana går på jakt (French Without Tears) Terence Rattigan         | Stig Torsslow        | Nya Teatern                      |
| 1940 | Kommunisten             | Grå gryning (Winterset) Maxwell Anderson                          | Per-Axel Branner     | Nya Teatern                      |
| 1942 | Joe                     | Tran (Oil) Eugene O'Neill                                         | Per-Axel Branner     | Nya Teatern                      |
| 1942 | Poliskonstapeln         | Stycken av ett mönster (Brudstykker af et mønster) Carl Erik Soya | Per-Axel Branner     | Nya Teatern                      |
| 1942 | Dr Kirkland             | Natten till den 17 januari (Night of January 16th) Ayn Rand       | Per-Axel Branner     | Nya Teatern                      |
| 1943 | Aob                     | Arabernas tält (The Tents of the Arabs) Edward Dunsany            | Per-Axel Branner     | Nya Teatern                      |
| 1943 | Mac                     | Sex i elden (Out of the Frying Pan) Francis Swann                 | Per-Axel Branner     | Nya Teatern                      |
| 1943 | Nasaren 1               | Salome Oscar Wilde                                                | Per-Axel Branner     | Nya Teatern                      |
| 1944 |                         | Vår väg mot framtiden Rudolf Värnlund                             | Ingrid Luterkort     | Dramatikerstudion                |
| 1954 |                         | Tjuvarnas bal Jean Anouilh                                        | John Zacharias       | Norrköping-Linköping stadsteater |
| 1955 | Regissören              | Vår lilla stad Thornton Wilder                                    | Ingrid Luterkort     | Norrköping-Linköping stadsteater |
| 1957 | Stevens                 | Natten till den 17 januari Ayn Rand                               | John Zacharias       | Norrköping-Linköping stadsteater |
| 1959 | Borgmästaren            | Den vackra mjölnarfrun Alejandro Casona                           | Sam Besekow          | Norrköping-Linköping stadsteater |
| 1963 | Den Blinde              | Ett drömspel August Strindberg                                    | Olof Molander        | Norrköping-Linköping stadsteater |
| 1968 | Professor Krolevsky     | Biografi Max Frisch                                               | Torsten Sjöholm      | Norrköping-Linköping stadsteater |
| 1969 | Barbi                   | Emigranten från Brisbane Georges Schehadé                         | Bertil Norström      | Norrköping-Linköping stadsteater |
| 1969 | Stomil                  | Tango Slawomir Mrozek                                             | Torsten Sjöholm      | Norrköping-Linköping stadsteater |
| 1970 | Hertig Leopold          | Kung Johan Friedrich Dürrenmatt                                   | Lars Gerhard Norberg | Norrköping-Linköping stadsteater |
| 1973 | Elis Schröderheim       | Gustav III August Strindberg                                      | Mimi Pollak          | Norrköping-Linköping stadsteater |
| 1973 | Sartorius               | Änklingars hus George Bernard Shaw                                | Johan Falck          | Norrköping-Linköping stadsteater |
| 1973 | Gustaf Adolf Reuterholm | Drottningens juvelsmycke Carl Jonas Love Almqvist                 | Torsten Sjöholm      | Norrköping-Linköping stadsteater |
| 1976 | Dorn                    | Måsen Anton Tjechov                                               | Brigitte Ornstein    | Norrköping-Linköping stadsteater |
| 1978 | Professor Klein         | Dr Semmelweiss Jens Bjorneboe                                     | Kåre Santesson       | Stockholms stadsteater           |
| 1978 | Dogen                   | Othello William Shakespeare                                       | Johan Bergenstråhle  | Stockholms stadsteater           |
| 1979 | Petrin, godsägare       | Platonov Anton Tjechov                                            | Otomar Krejča        | Stockholms stadsteater           |
| 1981 |                         | Farmor och vår Herre Hjalmar Bergman                              | Eva Sköld            | Malmö stadsteater                |
| 1983 | Ferapont                | Tre systrar Anton Tjechov                                         | Otomar Krejča        | Stockholms stadsteater           |

### Regi
| År   | Produktion                                                         | Upphovsmän                                                                                           | Teater                                                               |
| ---- | ------------------------------------------------------------------ | --- | -------------------------------------------------------------------- |
| 1942 | Munken går på ängen Munken gaar i enge                             | Carl Gandrup Översättning Karin Jensen                                                               | Nya Teatern                                                          |
| 1942 | Advokaten Patelin L’avocat Pathelin                                | David Augustin de Brueys och Jean Palaprat                                                           | Skansens friluftsteater                                              |
| 1950 | Lycklig som Larry Happy As Larry                                   | Donagh MacDonagh Översättning Åke Lindström                                                          | Helsingborgs stadsteater                                             |
| 1950 | Bagarens hustru La femme du boulanger                              | Marcel Pagnol Översättning Erik Berglund                                                             | Helsingborgs stadsteater                                             |
| 1951 | Millionären från Peru Meine Nichte Susanne                         | Hans Adler och Alexander Steinbrecher Översättning Gunnar Rydgren                                    | Helsingborgs stadsteater                                             |
| 1951 | Brott och brott                                                    | August Strindberg                                                                                    | Helsingborgs stadsteater                                             |
| 1951 | Inte för er, mina damer N'écoutez Pas Mesdames                     | Sacha Guitry Översättning Lennart Lagerwall                                                          | Helsingborgs stadsteater                                             |
| 1951 | Hus med dubbel ingång Casa con dos puertas                         | Pedro Calderón de la Barca                                                                           | Helsingborgs stadsteater                                             |
| 1952 | Måsar över Sorrento Seagulls Over Sorrento                         | Hugh Hastings Översättning Herbert Wärnlöf                                                           | Helsingborgs stadsteater                                             |
| 1952 | Erasmus Montanus                                                   | Ludvig Holberg                                                                                       | Helsingborgs stadsteater                                             |
| 1952 | Komedin om oss myror Under the sycamore tree                       | Samuel Spewack Översättning Stig Torsslow                                                            | Helsingborgs stadsteater                                             |
| 1953 | Mord per telefon Dial M For Murder                                 | Frederick Knott                                                                                      | Helsingborgs stadsteater                                             |
| 1953 | Ett huvud kortare La tête des autres                               | Marcel Aymé                                                                                          | Helsingborgs stadsteater                                             |
| 1953 | Tolvskillingsoperan Die Dreigroschenoper                           | Bertolt Brecht och Kurt Weill Översättning Curt Berg                                                 | Norrköping-Linköping stadsteater                                     |
| 1953 | Jag älskar dig, markatta! Private lives                            | Noël Coward Översättning Sonja Bergvall                                                              | Norrköping-Linköping stadsteater                                     |
| 1954 | Måsar över Sorrento Seagulls over Sorrento                         | Hugh Hastings Översättning Herbert Wärnlöf                                                           | Norrköping-Linköping stadsteater                                     |
| 1954 | Älskande kvinna The deep blue sea                                  | Terence Rattigan Översättning Eva Tisell                                                             | Norrköping-Linköping stadsteater                                     |
| 1954 | Litet bo                                                           | Herbert Grevenius                                                                                    | Norrköping-Linköping stadsteater                                     |
| 1954 | Markisinnan The Marquise                                           | Noël Coward Översättning Elsa af Trolle                                                              | Norrköping-Linköping stadsteater                                     |
| 1954 | Tjuvarnas bal Le Bal des Voleurs                                   | Jean Anouilh Översättning Gustaf Bjurström och Tuve-Ambjörn Nyström                                  | Norrköping-Linköping stadsteater                                     |
| 1954 | Dödsdansen                                                         | August Strindberg                                                                                    | Norrköping-Linköping stadsteater                                     |
| 1955 | Så tuktas en argbigga The Taming of the Shrew                      | William Shakespeare Översättning Allan Bergstrand                                                    | Norrköping-Linköping stadsteater                                     |
| 1955 | Hustruleken Affairs of State                                       | Louis Verneuil Översättning Herbert Wärnlöf                                                          | Norrköping-Linköping stadsteater                                     |
| 1955 | Vill ni leka med mej? Voulez vous jouer avec moi?                  | Marcel Achard och Georges Vian Parys Översättning Claes Hoogland                                     | Norrköping-Linköping stadsteater                                     |
| 1955 | Körsbärsträdgården Вишнёвый сад, Visjnjovyj sad                    | Anton Tjechov Översättning Jarl Hemmer                                                               | Norrköping-Linköping stadsteater                                     |
| 1955 | Blåjackor Boys in Blue                                             | Lajos Lajtai och Lauri Wylie                                                                         | Norrköping-Linköping stadsteater                                     |
| 1956 | Älskling, jag ger mig! Yes, my darling daughter!                   | Mark Reed Översättning Elsa af Trolle                                                                | Norrköping-Linköping stadsteater                                     |
| 1956 | Melodi på lergök                                                   | Lars-Levi Læstadius                                                                                  | Norrköping-Linköping stadsteater                                     |
| 1956 | Anne Franks dagbok The Diary of Anne Frank                         | Frances Goodrich och Albert Hackett Översättning Lill-Inger och Göran O. Eriksson                    | Norrköping-Linköping stadsteater                                     |
| 1956 | Tartuffe Tartuffe, ou l'Imposteur                                  | Molière Översättning Tor Hedberg                                                                     | Norrköping-Linköping stadsteater                                     |
| 1956 | Vita hästen Im weißen Rößl                                         | Hans Müller och Ralph Benatzky Översättning Kar de Mumma och Karl-Ewert                              | Norrköping-Linköping stadsteater                                     |
| 1957 | Gustav Vasa                                                        | August Strindberg                                                                                    | Norrköping-Linköping stadsteater                                     |
| 1957 | Natten till den 17 januari Night of January 16th                   | Ayn Rand Översättning Stig Torsslow                                                                  | Norrköping-Linköping stadsteater                                     |
| 1957 | Fabian öppnar portarna                                             | Walentin Chorell                                                                                     | Norrköping-Linköping stadsteater                                     |
| 1957 | Pygmalion                                                          | George Bernard Shaw Översättning Bengt Anderberg                                                     | Norrköping-Linköping stadsteater                                     |
| 1957 | Historien om en soldat L'histoire du soldat                        | Igor Stravinskij och Charles-Ferdinand Ramuz Översättning Erik Lindegren                             | Norrköping-Linköping stadsteater                                     |
| 1958 | Paria Den starkare Leka med elden                                  | August Strindberg                                                                                    | Norrköping-Linköping stadsteater                                     |
| 1958 | Tredje personen Monsieur Lamberthier                               | Louis Verneuil Översättning Lennart Lagerwall                                                        | Norrköping-Linköping stadsteater                                     |
| 1958 | Oh, mein Papa! Das Feuerwerk                                       | Erik Charell, Jürg Amstein och Paul Burkhard Översättning Britt G. Hallqvist                         | Norrköping-Linköping stadsteater Regi tillsammans med Albert Gaubier |
| 1958 | Bröllopet på Seine La Belle Marinière                              | Marcel Achard Översättning Stig Torsslow                                                             | Norrköping-Linköping stadsteater                                     |
| 1958 | Bättre sent än aldrig It’s never too late                          | Felicity Douglas Översättning Lill-Inger Eriksson                                                    | Norrköping-Linköping stadsteater                                     |
| 1958 | Richard II                                                         | William Shakespeare Översättning Johan Henrik Thomander och Carl August Hagberg                      | Norrköping-Linköping stadsteater Regi tillsammans med Olof Widgren   |
| 1959 | Thermopyle                                                         | H.C. Branner Översättning Jan Gehlin                                                                 | Norrköping-Linköping stadsteater                                     |
| 1959 | Bägge eller ingen Janus                                            | Carolyn Green Översättning Stig Ahlgren                                                              | Norrköping-Linköping stadsteater                                     |
| 1959 | Frestelse Romancero                                                | Jacques Deval Översättning Stig Ahlgren                                                              | Norrköping-Linköping stadsteater                                     |
| 1960 | Napoleons tvätterska Madame Sans-Gêne                              | Victorien Sardou och Émile Moreau Översättning Herbert Grevenius                                     | Norrköping-Linköping stadsteater                                     |
| 1960 | Luftslott i Sverige Château en Suède                               | Françoise Sagan Översättning Birgitta Hammar                                                         | Norrköping-Linköping stadsteater                                     |
| 1961 | Christina                                                          | August Strindberg                                                                                    | Norrköping-Linköping stadsteater                                     |
| 1961 | Nattkyparen                                                        | Vilhelm Moberg                                                                                       | Norrköping-Linköping stadsteater                                     |
| 1961 | Kataki                                                             | Shimon Wincelberg Översättning Carl-Olof Lång                                                        | Norrköping-Linköping stadsteater                                     |
| 1962 | Fröken Julie                                                       | August Strindberg                                                                                    | Norrköping-Linköping stadsteater                                     |
| 1962 | Jeppe på berget Jeppe paa Bierget                                  | Ludvig Holberg Översättning Ebbe Linde                                                               | Norrköping-Linköping stadsteater                                     |
| 1962 | Loppmarknad                                                        | Tore Zetterholm och Olle Adolphson                                                                   | Norrköping-Linköping stadsteater                                     |
| 1963 | Kvinna i morgonrock Woman in a Dressing Gown                       | Ted Willis Översättning Göran O Eriksson                                                             | Norrköping-Linköping stadsteater                                     |
| 1964 | Blå tulpaner La robe mauve de Valentine                            | Françoise Sagan Översättning Evert Lundström                                                         | Norrköping-Linköping stadsteater                                     |
| 1964 | De kärlekslösa Natural affection                                   | William Inge Översättning Lennart Lagerwall                                                          | Norrköping-Linköping stadsteater                                     |
| 1964 | Trettondagsafton, eller Vad ni vill Twelfth Night or What You Will | William Shakespeare Översättning Allan Bergstrand                                                    | Norrköping-Linköping stadsteater                                     |
| 1965 | Fallet Oppenheimer In der Sache J. Robert Oppenheimer              | Heinar Kipphardt Översättning Vera och Erwin Leiser                                                  | Norrköping-Linköping stadsteater                                     |
| 1965 | Herr Fancy                                                         | Arthur Johansson                                                                                     | Norrköping-Linköping stadsteater                                     |
| 1966 | Mallorca, Mallorca                                                 | Gunnar Hoffsten och Bertil Norström                                                                  | Norrköping-Linköping stadsteater                                     |
| 1966 | Meteoren Der Meteor                                                | Friedrich Dürrenmatt Översättning Olof Molander                                                      | Norrköping-Linköping stadsteater                                     |
| 1966 | Gertrud                                                            | Hjalmar Söderberg                                                                                    | Norrköping-Linköping stadsteater                                     |
| 1968 | Spelman på taket Fiddler on the Roof                               | Joseph Stein, Jerry Bock och Sheldon Harnick Översättning Ola Nilsson och Bertil Norström            | Norrköping-Linköping stadsteater                                     |
| 1969 | Cabaret                                                            | John Kander, Fred Ebb och Joe Masteroff                                                              | Norrköping-Linköping stadsteater                                     |
| 1970 | En månad på landet Месяц в деревне, Mesiats v derevne              | Ivan Turgenev Översättning Elena Herzfeld                                                            | Norrköping-Linköping stadsteater                                     |
| 1971 | Celebration                                                        | Tom Jones och Harvey Schmidt Översättning Stig Bergendorff                                           | Norrköping-Linköping stadsteater                                     |
| 1971 | Hönssoppa med korngryn Chicken Soup With Barley                    | Arnold Wesker Översättning Göran O Eriksson                                                          | Norrköping-Linköping stadsteater                                     |
| 1972 | West Side Story                                                    | Arthur Laurents, Leonard Bernstein och Stephen Sondheim Översättning Urban Torhamn och Gösta Rybrant | Norrköping-Linköping stadsteater                                     |
| 1972 | Hoppsan i sängen                                                   | Ray Cooney och John Chapman Översättning Torsten Ehrenmark                                           | Norrköping-Linköping stadsteater                                     |
| 1973 | Brott och brott                                                    | August Strindberg                                                                                    | Norrköping-Linköping stadsteater                                     |
| 1974 | Som smort                                                          | Johan Bargum och Henrik Otto Donner                                                                  | Norrköping-Linköping stadsteater                                     |
| 1975 | Vem är rädd för Virginia Woolf? Who's Afraid of Virginia Woolf?    | Edward Albee Översättning Sven Barthel                                                               | Norrköping-Linköping stadsteater                                     |
| 1976 | Tribadernas natt                                                   | Per Olov Enquist                                                                                     | Norrköping-Linköping stadsteater                                     |
| 1981 | Dansa för mej, Zorba! Zorba                                        | John Kander, Fred Ebb och Joseph Stein Översättning Bertil Norström                                  | Helsingborgs stadsteater                                             |

### Scenografi
| År   | Produktion                         | Upphovsmän                                     | Regi           | Teater                   |
| ---- | ---------------------------------- | ---------------------------------------------- | -------------- | ------------------------ |
| 1953 | Mord per telefon Dial M for Murder | Frederick Knott Översättning Lennart Lagerwall | John Zacharias | Helsingborgs stadsteater |